# Yilson Rosales
Yilson Rosales (El Bagre, Antioquia; 12 de diciembre del 2000) es un futbolista colombiano que juega de defensa en el Alianza Fútbol Club de la Categoría Primera A de Colombia. 

## Estadísticas
- Actualizado de acuerdo al último partido jugado el 22 de diciembre del 2024.

| Club            | País     | Año       | Partidos | Goles | Asist |
| --------------- | -------- | --------- | -------- | ----- | ----- |
| Deportivo Pasto | Colombia | 2021-2023 | 52       | 1     | 0     |
| Deportes Tolima | Colombia | 2024- Act | 17       | 1     | 0     |
| Total           | Total    | Total     | 69       | 2     | 0     |